# Pherotesia
Pherotesia là một chi bướm đêm thuộc họ Geometridae.